# Хлоро(пентакарбонил)рений
Хлоро(пентакарбонил)рений — металлоорганическое соединение,
карбонильный комплекс рения
состава Re(CO)5Cl,
белые кристаллы.

## Получение
- Пропускание хлора через суспензию декакарбонилдирения в тетрахлорметане:

{\displaystyle {\mathsf {Re_{2}(CO)_{10}+Cl_{2}\ {\xrightarrow {}}\ 2Re(CO)_{5}Cl}}}

## Физические свойства
Хлоро(пентакарбонил)рений образует белые кристаллы
ромбической сингонии,
пространственная группа P nma,
параметры ячейки a = 1,1686 нм, b = 1,1661 нм, c = 0,6069 нм, Z = 4,
изоморфны хлоро(пентакарбонил)марганцу или бромо(пентакарбонил)марганцу
.
Плохо растворяется в петролейном эфире,
хорошо растворяется в полярных растворителях: дихлорметане, тетрагидрофуране.